# جنگل‌های همیشه‌سبز جنب‌حاره‌ای ژیانگ نان
جنگل‌های همیشه‌سبز جنب‌حارّه‌ای ژیانگ نان (انگلیسی: Jiang Nan subtropical evergreen forests) یک بوم‌ناحیه (شناسه WWF: IM0118) که فاصله کوهستانی بین مناطق پایین‌دست رود یانگ‌تسه و دشت ساحلی جنوب چین را پوشش می‌دهد. این منطقه همچنین در حد فاصل اقلیمی بین دره‌های معتدل شمال و جنگل‌های جنب‌حاره‌ای جنوب است. این منطقه از نظر تنوع زیستی و گونه‌های بومی مهم است. تپه‌های ناهموار سنگ آهک کارستی این بوم‌ناحیه در برابر تبدیل به کشاورزی و به منظور حمایت از جوامع تخصصی گیاهی و جانوری محافظت شده‌اند.